# Biên giới Campuchia-Thái Lan
Biên giới Campuchia-Thái Lan là biên giới quốc tế giữa Campuchia và Thái Lan. Biên giới dài 817 km (508 dặm), chạy từ điểm ngã ba giao nhau biên giới hai nước với Lào ở phía đông bắc kéo dài đến vịnh Thái Lan ở phía nam.

## Mô tả
Biên giới bắt đầu ở phía đông bắc tại điểm ngã ba biên giới Cam - Thái - Lào tại đỉnh Preah Chambot ở dãy núi Dângrêk và chạy dọc theo đỉnh núi về phía tây. Khi xa dần khỏi dãy núi, biên giới rẽ về phía tây nam theo một vòng cung rộng, nhiều đoạn biên giới là các con sông như Svay Chek, Sisophon, Phrom Hot và Mongkol Borei. Sau đó, nó tiếp tục kéo dài về phía nam, một phần biên giới chạy dọc theo dãy núi Cardamom, biên giới này kết thúc tại bờ biển vịnh Thái Lan. Đoạn cuối biên giới chạy rất sát biển tạo thành một dải lãnh thổ Thái Lan dài và mỏng.

## Cửa khẩu biên giới
Tính đến năm 2019, có 7 cửa khẩu biên giới cố định, 1 cửa khẩu biên giới tạm thời, 9 trạm kiểm soát thương mại biên giới và 1 trạm kiểm soát du lịch hiện đang đóng cửa.

### Cửa khẩu biên giới cố định
| Không | Campuchia | Campuchia                                                                             | Thái Lan                      | Thái Lan                                                                           | Thái Lan      | Ghi chú                               |
| Không | Đường     | Trạm biên giới                                                                        | Đường                         | Trạm biên giới                                                                     | Giờ mở cửa    | Ghi chú                               |
| ----- | --------- | ------------------------------------------------------------------------------------- | ----------------------------- | ---------------------------------------------------------------------------------- | ------------- | ------------------------------------- |
| 1     | 66        | Choam, huyện Anlong Veng, tỉnh Oddar Meanchey                                         | 2201                          | Chong Sa-ngam, Phu Sing, tỉnh Sisaket                                              | 07:00'–20:00' |                                       |
| 2     | 68        | O Smach, huyện Samraong, tỉnh Oddar Meanchey                                          | 214                           | Chong Chom, huyện Kap Choeng, tỉnh Surin                                           | 06:00'–22:00' |                                       |
| 3     | 5         | Poipet, huyện Poipet, tỉnh Banteay Meanchey                                           | 33                            | Ban Klong Luk, huyện Aranyaprathet, tỉnh Sa Kaeo                                   | 06:00'–22:00' | Trạm kiểm soát đường bộ và đường sắt. |
| 4     | 57B       | Phnom Dei, huyện Sampov Loun, tỉnh Battambang                                         | 4058                          | Ban Khao Din, huyện Khlong Hat, Sa Kaeo                                            | 06:00'–22:00' |                                       |
| 5     | 57B-1     | Trạm kiểm soát biên giới Phnom Proek, Pech Chenda, huyện Phnum Proek, tỉnh Battambang | 3405                          | Thung Khanan, huyện Soi Dao, tỉnh Chanthaburi                                      |               |                                       |
| 6     | 4033      | Trạm kiểm soát biên giới quốc tế Kamrieng, huyện Kamrieng, tỉnh Battambang            | 4033                          | Trạm kiểm soát biên giới Ban Laem, huyện Pong Nam Ron, tỉnh Chanthaburi            | 06:00'–22:00' |                                       |
| 7     | 57        | Phsar Prum, Sala Krau, tỉnh Pailin                                                    | đường Khlong Yai- Mueang Prum | Ban Pakkad, huyện Pong Nam Ron, tỉnh Chanthaburi                                   | 06:00'–22:00' |                                       |
| 8     | 48        | Cham Yeam, huyện Mondol Seima, tỉnh Koh Kong                                          | 3                             | Trạm kiểm soát xuất nhập cảnh Khlong Yai, Ban Hat Lek, huyện Khlong Yai, tỉnh Trat | 06:00'–22:00' |                                       |

### Cửa khẩu biên giới tạm thời
Chỉ có một cửa khẩu biên giới tạm thời phục vụ cho việc xây dựng Cầu Hữu nghị Thái Lan-Campuchia, trong tương lai đây sẽ trở thành cửa khẩu biên giới cố định.
| Không | Campuchia                               | Thái Lan                             | Thái Lan   | Ghi chú                                                                    |
| Không | Trạm biên giới                          | Trạm biên giới                       | Giờ mở cửa | Ghi chú                                                                    |
| ----- | --------------------------------------- | ------------------------------------ | ---------- | -------------------------------------------------------------------------- |
| 1     | Stueng Bat, Paoy Poet, Banteay Meanchey | Ban Nong Ian, Aranyaprathet, Sa Kaeo | –          | Đang xây dựng. Cửa khẩu biên giới qua Cầu Hữu nghị Thái Lan-Campuchia mới. |

### Các trạm kiểm soát thương mại biên giới
Có 9 trạm kiểm soát được Bộ Nội vụ Thái Lan chính thức công nhận, chỉ mở cửa cho hoạt động thương mại nội địa xuyên biên giới, nằm tại các tỉnh Ubon Ratchathani, Buriram, Sa Kaeo, Chanthaburi và Trat. Việc nhập cảnh vào Campuchia hay Thái Lan qua các trạm kiểm soát này và các khu chợ liên quan là bất hợp pháp.

### Trạm kiểm soát du lịch
Có một trạm kiểm soát du lịch hiện đã đóng cửa từ tháng 6 năm 2008 do tranh chấp đền Preah Vihear và do việc nhượng lại đền Preah Vihear cho Campuchia.
| Không | Campuchia                                          | Thái Lan                                        | Thái Lan   | Ghi chú                 |
| Không | Trạm biên giới                                     | Trạm biên giới                                  | Giờ mở cửa | Ghi chú                 |
| ----- | -------------------------------------------------- | ----------------------------------------------- | ---------- | ----------------------- |
| 1     | Đền Preah Vihear, huyện Choam Khsant, Preah Vihear | Pha Mo I Daeng, huyện Kantharalak, tỉnh Sisaket | –          | Trạm kiểm soát đã đóng. |